# Цедвиц, Эвальд фон
Эвальд фон Цедвиц (известен также под псевдонимами Э. фон Вальд или Э. фон Вальд-Цедвиц; 23 января 1840, Делич — 28 апреля 1896, Бикенбах) — германский военный и писатель, автор множества рассказов из военной жизни, юмористических очерков, романов и прочих произведений.
Родился в семье офицера родом из Пруссии; в некоторых источниках годом его рождения ошибочно указывается 1840. Детство провёл в различных регионах и государствах Германии из-за частых переводов его отца по службе; в том числе жил в Тюрингии и Саксонии. В 1858 году окончил кадетский корпус и поступил на службу во 2-й тюрингский пехотный полк (Эрфурт-Наумбург), в котором служил его отец. В 1866 был переведён в 4-й тюрингский пехотный полк, дислоцированный в Торгау. В составе этого полка принял участие в Австро-прусской войне 1866 года, был адъютантом полка. Во время Франко-прусской войны 1870—1871 годов сражался в звании старшего лейтенанта 2-й роты своего полка, получил несколько ранений, в том числе тяжёлые ранения в колено и ступню, из-за которых был какое-то время прикован к постели. Во время пребывания в лазарете о нём заботилась прибывшая супруга, через шесть недель она организовала его отправку на родину. Кроме того, во время лечения именно ему прибывший на фронт прусский король Вильгельм, посещавший лазарет, вручил розу как символ победы Пруссии в войне.
После выздоровления Цедвиц некоторое время провёл в путешествиях по Европе, побывав, в частности, в Италии, Швейцарии, Австрии, Бельгии, Нидерландах, а в ноябре 1871 года был назначен капитаном и заместителем командира 1-го батальона 3-го магдебургского полка. В 1873 году развёлся с женой и женился во второй раз. Впоследствии он был повышен в звании до майора и в 1883 году был переведён на службу в Потсдам, но уже в 1884 году из-за проблем со здоровьем, вызванных полученными ранами, ушёл по собственному желанию в отставку, поселился в маленьком городке Хальберштадте, часто совершая вместе с женой заграничные поездки (в Данию, Италию, Францию, Тироль) и начав писать романы (писательством он начал заниматься ещё в 1880 году). В 1885 году переехал в Ойтин, в 1890 году в Майнинген. В августе 1894 года состояние его здоровья резко ухудшилось, с 1 мая 1895 года он находился в больнице сначала в Айденахе, затем в Висбадене и Бикенбахе, где скончался в 1896 году.
Большая часть его произведений, в том числе на военную тему, относилась к развлекательной беллетристике. Отдельно его романы и повести издавались редко, в основном печатались в различных газетах (как правило, «Народной газете» и «Кёльнской газете»). Наиболее известные произведения: «Die Schlossfrau von Scharfenstein», «Die Tochter des Majors», «Der Lezte derer von Dresedorf», «Bona fide», «Wenn Frauen Lieben», «Das Karpathenschloss», «Aus dem grünen Winkel», «Die Töchter der Spione», «Adel verpflüchtet», «Der Fluch von Braneck», «Ellens Schuld», «Gold», «Sein Mörder», «Im Drange der Welt», «Rose u. Lorbeer», «Der Pfennigreiter», «Doras Opfer» «Unbeugsames Schicksal», «Drei Paläste», «Kein Erbarmen», «Ein Träumer», «Wie’s doch so anders kam».